# 何蛮
何蛮（?—?），隋朝建安郡（治所位於今福建省建瓯市）人。
何蛮在海上以操舟渡船为业。曾经在春秋晴朗天气东望大海，发现好像有烟雾之气，认为东方有人居住。大业三年（607年），何蛮受隋炀帝之命随朱宽入海访求异俗，于是发现流求國。大业五年（609年），朱宽招抚流求被拒绝，于是张镇周与陈稜率军渡海，擊殺流求國王歡斯渴剌兜，俘虏流求万余人回军。